# 민중어
민중어(중국어 간체자: 闽中语, 정체자: 閩中語, 병음: Mǐnzhōngyǔ)는 중국 푸젠성, 저장성 중부 지방에서 사용되는 중국어의 방언이다.
중국어와 마찬가지로 성조가 있다.

## 같이 보기
- 중국어
- 민어